# Margers Skujenieks
 (janvier 2019).
Si vous disposez d'ouvrages ou d'articles de référence ou si vous connaissez des sites web de qualité traitant du thème abordé ici, merci de compléter l'article en donnant les références utiles à sa vérifiabilité et en les liant à la section « Notes et références ».
Marģers Skujenieks, né le 22 juin 1886 à Riga et mort exécuté le 12 juillet 1941 à Moscou, est un économiste et homme d'État letton. Il a été Premier ministre de son pays à deux reprises (1926-1928 et 1931-1933). 

## Jeunesse
Skujenieks est né dans une famille de Vensku Edvarts (nom de famille Eduards Skujenieks), journaliste et poète remarquable, et de Luīze Skujeniece (fille de Juris Alunāns), première femme critique de théâtre lettone. Sa sœur était l'actrice et poète Biruta Skujeniece. Après des études à Jelgava et à Riga, il a étudié les sciences économiques à l’institut de commerce de Moscou.
Skujenieks est devenu social-démocrate en 1903, mais il n'a jamais soutenu le concept de lutte de classe internationale, dans lequel la nationalité n'aurait aucune importance. Au lieu de cela, il fut l'un des premiers partisans de l'unité nationale lettone. Après la répression de la révolution russe de 1905, il fut contraint d'émigrer à Londres en 1906 mais, en 1907, il fut autorisé à retourner dans l'Empire russe et étudia ensuite l'économie à l'Institut commercial de Moscou. En 1911, il proposa une autonomie politique aux provinces baltes et dut fuir de nouveau en exil. En 1913, à Saint-Pétersbourg, il publia le livre Nacionālais jautājums Latvijā (La question nationale en Lettonie) pour la défense des droits nationaux de la Lettonie. En 1914, il était devenu un opposant aux bolcheviques menés par Lénine. Pendant la Première Guerre mondiale, il travailla au Comité d'aide aux réfugiés de guerre de Lettonie et, en 1917, fut élu au Conseil des paysans sans terre de Vidzeme.

## La politique lettone
La carrière politique de Skujenieks a commencé comme l'un des principaux membres du groupe démocrate social - démocrate. En tant que tel, il a été inclus dans le Tautas padome (le conseil du peuple de Lettonie) et a coprésidé la réunion qui a déclaré l'indépendance de la Lettonie le 18 novembre 1918. En 1919, il se rendit la Conférence de paix de Paris à faire pression pour la reconnaissance internationale de la Lettonie.
De 1919 à 1940, il dirigea le département de statistique de l'État ne laissant ce poste que pour la durée de ses fonctions de ministre ou de premier ministre. En avril 1920, il a été élu à l'Assemblée constitutionnelle de Lettonie où il a participé à la création de la Constitution de la Lettonie . En 1921, Skujenieks et un groupe de députés se séparèrent des sociaux-démocrates traditionnels et créèrent leur propre faction qui rejoignit ensuite la coalition au pouvoir. En 1922, il fut élu à la première Saeima. Il resta député jusqu'au coup d'État letton de 1934 en tant que dirigeant de l'Union des sociaux-démocrates — mencheviques et travailleurs ruraux —, avant de se déplacer idéologiquement davantage à droite en tant que dirigeant de l'Union progressiste.
Le 19 décembre 1926, il succéda au Premier ministre social-démocrate Arturs Alberings et resta en poste jusqu'au 23 janvier 1928. Il occupa également le poste de ministre de l'Intérieur du 19 décembre 1926 au 23 janvier 1928. Le 5 février 1927, un accord d'union douanière avec l'Estonie a été signé. Pendant son mandat, un accord commercial de cinq ans avec l'Union soviétique fut signé le 2 juin 1927. Cela créa une controverse politique intérieure qui conduisit finalement à la démission du cabinet des Skujenieks.
Après les élections d'octobre 1931 , il succéda à Kārlis Ulmanis le 6 décembre 1931 en tant que Premier ministre. Skujenieks dirigea un gouvernement de coalition qui exerça ses fonctions jusqu'au 23 mars 1933. En raison de l'instabilité de sa coalition, il occupa également les postes de ministre des Finances (21 février 1932 - 23 mars 1933) et de ministre de l'Intérieur (6 décembre 1931 - 20 mars 1932). Le 5 février 1932, un traité de non-agression avec l'Union soviétique est signé.
C’était l’époque de la Grande Dépression, au cours de laquelle la démocratie parlementaire perdait son soutien dans la plupart des pays européens. Skujenieks, plus nationaliste et plus critique à l'égard de la Saeima, aurait été impliqué dans un coup d'État commis par le social-démocrate Fēlikss Cielēns, son bon ami, le général Jānis Balodis et quelques officiers dirigeants, qui avaient l'intention d'organiser un coup d'État, puis de donner le pouvoir à Skujenieks. Entre 1931 et 1934, son parti publia le journal Latviešu balss (La voix des Lettons).
Après le coup d'État du 15 mai 1934 du Premier ministre Kārlis Ulmanis en Lettonie, Skujenieks occupa le poste essentiellement cérémonial de vice-premier ministre jusqu'au 16 juin 1938. Il fut également président de la Sports Association et président du Comité olympique letton . Il a également dirigé la Commission nationale du bâtiment, chargée de la planification des bâtiments monumentaux du nouveau régime. Skujenieks démissionna du gouvernement après qu'Ulmanis n'ait pas tenu ses promesses de réforme constitutionnelle et a continué à renforcer un régime autoritaire paternaliste. Pendant les dernières années de son indépendance, il a continué à diriger le département de statistique de l'État.
Après l'occupation soviétique de la Lettonie en 1940, il est arrêté en juillet ou en août 1940, envoyé à Moscou pour interrogatoire et fusillé le 12 juillet 1941.